# 张仕儒
张仕儒（1926年—），男，甘肃合水人，中华人民共和国政治人物，曾任宁夏回族自治区高级人民法院院长，宁夏回族自治区人大常委会副主任。